# A Pessimist Is Never Disappointed
„A Pessimist Is Never Disappointed” – utwór muzyczny brytyjskiego zespołu theaudience z 1998 roku. Został napisany przez założyciela grupy, Billy’ego Reevesa, i wydany na ich pierwszym albumie, theaudience. Piosenka stała się jednym z najpopularniejszych utworów theaudience i weszła do top 40 brytyjskiej listy przebojów. Wokalistka grupy, Sophie Ellis-Bextor, w 2019 roku wydała nową wersję piosenki na swoim albumie The Song Diaries.

## Lista ścieżek
- Single CD – Wersja 1

1. „A Pessimist Is Never Disappointed” – 3:46
2. „Penis Size and Cars” – 2:58
3. „Ne Jamais Deçu” – 3:37
4. „I Miss Leo” – 1:44

- Single CD – Wersja 2

1. „A Pessimist Is Never Disappointed” – 3:46
2. „Ten Minutes Which Improved My Life” – 9:26
3. „Never Gonna Give It to You” – 3:19
4. „I’m Always Ready” – 4:11

## Notowania
| Kraj                               | Najwyższa pozycja |
| ---------------------------------- | ----------------- |
| Wielka Brytania (UK Singles Chart) | 27                |